# 徳田秋聲記念館
徳田秋聲記念館（とくだしゅうせいきねんかん）は、石川県金沢市東山にある、徳田秋声に関する文化施設である。

## 概要
金沢市出身の小説家である徳田秋声の作品や業績を伝え、市民がその文学作品に親しむことを目的に、金沢市が2005年（平成17年）に開設した。秋声の生誕地（金沢市横山町）に近く、浅野川に架かる梅ノ橋のたもとにある。

## 施設
施設は、1階と2階に展示室を備え、秋声の直筆原稿や遺品などを展示している。1階には秋声のあゆみを伝える常設展示室や秋声の代表作に登場する女性を人形と映像で紹介するシアターがあるほか、東京都文京区本郷にあった秋声の書斎が再現されている。2階には常設展示室と企画展示室が1室ずつと、浅野川の流れを見ながら休憩ができる文学サロンなどが設けられている。ガラス張りの1階玄関ホールは2階までの吹き抜けで明るい空間となっている。また入口前には展望デッキがあり、浅野川周辺の景色を眺めたり、直接河川敷に降りることができる。
川の向かい側には同じく金沢出身で尾崎紅葉に師事していた泉鏡花の記念館がある

## 利用案内
開館時間
9時 - 17時（入館は午後4時30分まで）
観覧料
一般…310円
団体(20名以上)…260円
65歳以上…210円（祝祭日は無料）
障害者手帳所持者…210円（祝祭日は無料）
高校生以下…無料
金沢市文化施設共通観覧券が使用できる。

## 周辺施設
- 東山ひがし（ひがし茶屋街）
- 泉鏡花記念館
- 金沢文芸館
- 大樋美術館
- 金沢菓子木型美術館（森八本店）

## 交通アクセス
- 金沢駅東口バス乗り場からバスで15分「橋場町」バス停下車徒歩3分
- 金沢ふらっとバス（材木ルート）「梅の橋」バス停下車
- 乗用車駐車場２台